# Maciek, ja tylko żartowałem
Maciek, ja tylko żartowałem – singel Kazika wydany w lipcu 1997 roku.

## Lista utworów
1. Maciek, ja tylko żartowałem
2. Gdy mam, co chcę, wtedy więcej chcę (wersja radiowa)
3. Gdy mam, co chcę, wtedy więcej chcę (wersja oryginalna)
4. Katary na kanciarz
5. W obliczu końca

## Muzycy
- Kazik Staszewski – wokal
- Ireneusz Wereński – bas
- Jerzy Mazzoll – klarnet
- Andrzej Szymańczak – perkusja
- Sławomir Pietrzak – gitara

## Inne
- Wydany: lipiec 1997, SP MAX 04/97
- Nagrany: w piwnicy Oddalenie i w studiu Hard przy ulicy Kredytowej w Warszawie między styczniem i majem 1997
- Realizacja dźwięku: Kazik Staszewski, Sławomir Pietrzak, Andrzej Rewak
- Wytwórnia płytowa: S.P. Records